# Liste der Kulturdenkmale in Zollschwitz
In der Liste der Kulturdenkmale in Zollschwitz sind die Kulturdenkmale des Leisniger Ortsteils Zollschwitz verzeichnet, die bis Mai 2023 vom Landesamt für Denkmalpflege Sachsen erfasst wurden (ohne archäologische Kulturdenkmale). Die Anmerkungen sind zu beachten.
Diese Aufzählung ist eine Teilmenge der Liste der Kulturdenkmale in Leisnig.

## Zollschwitz
| Bild                                    | Bezeichnung                     | Lage                  | Datierung | Beschreibung | ID       |
| --------------------------------------- | ------------------------------- | --------------------- | --------- | --- | -------- |
| Direkt Bild zu diesem Denkmal hochladen | Wohnstallhaus eines Bauernhofes | Zollschwitz 3 (Karte) | Um 1800   | Bildprägendes Gebäude, weitestgehend originaler Zustand, von bau- und sozialgeschichtlichem Wert. Vermutlich im 18. Jahrhundert erbautes Wohnstallhaus eines großen Bauernhofes, welcher nur noch in Resten erhalten blieb. Zweigeschossiges Gebäude über längsrechteckigem Grundriss mit massivem Erdgeschoss und verkleidetem Fachwerkobergeschoss. Abschluss durch hohes Satteldach. Im Erdgeschoss und im Obergeschoss wurden nachträglich einige Fensteröffnungen geschlossen. Auffallend sind die sehr kleinen, unmittelbar unterhalb der Traufe befindlichen Fensteröffnungen im Obergeschoss, welche auf ein hohes Alter des Gebäudes schließen lassen. Trotz geringer baulicher Veränderungen, beeindruckt dieses Gebäude durch seine Authentizität, woraus sich der bau- und sozialgeschichtliche Wert des Wohnstallhauses ableitet. | 09208123 |

## Tabellenlegende
- Bild: Bild des Kulturdenkmals, ggf. zusätzlich mit einem Link zu weiteren Fotos des Kulturdenkmals im Medienarchiv Wikimedia Commons. Wenn man auf das Kamerasymbol klickt, können Fotos zu Kulturdenkmalen aus dieser Liste hochgeladen werden:
- Bezeichnung: Denkmalgeschützte Objekte und ggf. Bauwerksname des Kulturdenkmals
- Lage: Straßenname und Hausnummer oder Flurstücknummer des Kulturdenkmals. Die Grundsortierung der Liste erfolgt nach dieser Adresse. Der Link (Karte) führt zu verschiedenen Kartendiensten mit der Position des Kulturdenkmals. Fehlt dieser Link, wurden die Koordinaten noch nicht eingetragen. Sind diese bekannt, können sie über ein Tool mit einer Kartenansicht einfach nachgetragen werden. In dieser Kartenansicht sind Kulturdenkmale ohne Koordinaten mit einem roten bzw. orangen Marker dargestellt und können durch Verschieben auf die richtige Position in der Karte mit Koordinaten versehen werden. Kulturdenkmale ohne Bild sind an einem blauen bzw. roten Marker erkennbar.
- Datierung: Baubeginn, Fertigstellung, Datum der Erstnennung oder grobe zeitliche Einordnung entsprechend des Eintrags in der sächsischen Denkmaldatenbank
- Beschreibung: Kurzcharakteristik des Kulturdenkmals entsprechend des Eintrags in der sächsischen Denkmaldatenbank, ggf. ergänzt durch die dort nur selten veröffentlichten Erfassungstexte oder zusätzliche Informationen
- ID: Vom Landesamt für Denkmalpflege Sachsen vergebene, das Kulturdenkmal eindeutig identifizierende Objekt-Nummer. Der Link führt zum PDF-Denkmaldokument des Landesamtes für Denkmalpflege Sachsen. Bei ehemaligen Kulturdenkmalen können die Objektnummern unbekannt sein und deshalb fehlen bzw. die Links von aus der Datenbank entfernten Objektnummern ins Leere führen. Ein ggf. vorhandenes Icon  führt zu den Angaben des Kulturdenkmals bei Wikidata.